# Искровский сельский совет (Чутовский район)
Искровский сельский совет (укр. Іскрівська сільська рада) — входит в состав
Чутовского района
Полтавской области
Украины.
Административный центр сельского совета находится в 
с. Искровка.

## Населённые пункты совета
- с. Искровка